# Cees Erkelens
Cees Erkelens (Hazerswoude-Dorp, 27 november 1889 – Leiden, 7 januari 1959) was een Nederlands wielrenner die beroeps was tussen 1914 en 1927.

## Biografie
Van 1902 tot 1912 was Erkelens slagersknecht en bezorgde op een zware transportfiets bestellingen. Hierdoor ontwikkelde zich zijn belangstelling voor de wielersport. Erkelens was een van de zeer weinige Nederlandse wielrenners met een protestantse achtergrond. Volgens wielerhistoricus Wim van Eyle was hij zelfs de enige vooroorlogse protestantse coureur. Het protestantisme was over het algemeen fel gekant tegen sport in het algemeen en beroepssport in het bijzonder. Ook het feit dat sportbeoefening vaak tot verstoring van de zondagsrust leidde was niet bevorderlijk voor de acceptatie. De familie van Erkelens behoorde echter tot een liberale stroming van de Nederlandse Hervormde Kerk, waardoor hij zich aan de wielersport durfde te wagen.
Zijn doorbraak en grootste zege bleef het hectisch verlopen kampioenschap van Nederland op de weg in 1912. Frits Wiersma eindigde als eerste, maar werd in eerste instantie gediskwalificeerd, waardoor Erkelens - toen nog amateur - tot winnaar werd uitgeroepen. Later werd echter besloten de wedstrijd onbeslist te laten eindigen en opnieuw te verrijden. De vijf eerst geëindigden moesten het in een extra wedstrijd in Apeldoorn over 80 kilometer tegen elkaar opnemen. Erkelens won soeverein de sprint.
Tot 1924 reed Erkelens honderden koersen, waaronder enkele grote koppelwedstrijden zoals de zesdaagsen van Gent, Brussel en Londen. Vanaf 1921 besloot hij echter minder vaak op zondag te koersen onder invloed van zijn schoonfamilie, die zwaarder in de leer was. In 1925 stopte hij met wedstrijdfietsen.
Na zijn fietscarrière werd Erkelens varkenshandelaar. De laatste vijftien jaar van zijn leven was hij een trouw kerkganger en SGP-stemmer, maar bleef een fervent bezoeker van wielerkoersen.

## Belangrijkste overwinningen
1912
- Nederlands kampioenschap wielrennen op de weg, elite